# 灰头阔嘴鸟
灰头阔嘴鸟（学名：Smithornis sharpei），是阔嘴鸟科非洲阔嘴鸟属的一种，分布于加蓬、中非共和国、尼日利亚、赤道几内亚、刚果民主共和国、喀麦隆和刚果。全球活动范围约为217,000平方千米。该物种的保护状况被评为无危。
灰头阔嘴鸟的平均体重约为37.1克。栖息地包括亚热带或热带的湿润低地林和亚热带或热带的湿润山地林。